# Papilio toboroi
Papilio toboroi là một loài bướm thuộc họ Papilionidae. Nó được tìm thấy ở Papua New Guinea và quần đảo Solomon.